# NGC 3669
NGC 3669 ist eine Balken-Spiralgalaxie vom Hubble-Typ SBcd im Sternbild Großer Bär am Nordsternhimmel. Sie ist schätzungsweise 90 Millionen Lichtjahre von der Milchstraße entfernt und hat einen Durchmesser von etwa 50.000 Lichtjahren. Gemeinsam mit drei weiteren Galaxien ist sie Mitglied der NGC 3613-Gruppe (LGG 232).

Im selben Himmelsareal befindet sich u. a. die Galaxie NGC 3674.
Das Objekt wurde am 18. März 1790 von William Herschel entdeckt.